# ヌエボ・エスタディオ・デ・マラボ
ヌエボ・エスタディオ・デ・マラボ(Nuevo Estadio de Malabo)は、赤道ギニアの首都マラボにある多目的スタジアム。主にサッカーの試合に用いられる。

## 概要
2007年に設立された。収容人数は15,250人。
サッカー赤道ギニア代表のホームスタジアムとして用いられる他、赤道ギニア・プレミアリーグに所属するアトレティコ・マラボ、アトレティコ・セム、デポルティボ・ウニダード、CDエラ・ンゲマ、パンサーズFC、メヘタリアノスFCがホームスタジアムとして用いる。
2012年にはアフリカネイションズカップ2012グループステージの会場となった。
また、2008年にはアフリカ女子選手権決勝戦の会場となった。